# Dichotomius carolinus
Dichotomius carolinus (лат.) — вид пластинчатоусых жуков рода Dichotomius из подсемейства Scarabaeinae. Неарктика.

## Описание
Длина тела 20—30 мм, блестящие чёрные. Крупнейший в США навозный жук, встречается на пастбищах с коровами и лошадьми с апреля по октябрь. В зависимости от типа почв роют норки глубиной от 15 до 40 см.